# José Vandor
Jozef Wech Puchner (Dorog, Hungría, 29 de octubre de 1909-Santa Clara, 7 de octubre de 1979), conocido como José Vandor tras cambiarse el apellido después de asumir la nacionalidad cubana –país en el que fue misionero–, fue un sacerdote salesiano.
Su padres fueron: Sebastián Wech y María Puchner. Emitió la profesión religiosa el 3 de octubre del año 1928, y es ordenado sacerdote el 5 de julio del año 1936. Ese mismo año fue enviado como misionero a Cuba, donde murió el 8 de octubre del año 1979. Actualmente venerable Siervo de Dios.

## Infancia
Nació el 29 de octubre el año 1909, en el pueblo de Drog, Hungría. Sus padres fueron el Sr. Sebastián Wech y la Sra. María Puchner, ambos agricultores - contrajeron nupcias el 15 de febrero de 1857 - José tuvo dos hermanos, uno mayor de nombre Sebastián, igual que su padre, y una menor de seis meses – de esta no poseemos el nombre, ni causa de su muerte -.
Fue educado religiosamente en el seno familiar. Recibió el Bautismo a los dos días después de nacido, el 31 de octubre del 1909, teniendo como padrinos a Sebestyén Rhner – agricultor –, y Eva Kitzing, ambos católicos. Tiempo después, el 23 de mayo del año 1920, recibió el sacramento de la confirmación, por el Cardenal Primado de Hungría Juan Csenoch.
Cursó lo estudios primarios en su pueblo natal. En cambio, los estudios de bachillerato los realizó en la ciudad de Esztergom, ciudad de San Esteban, del año 1922 hasta 1925. En dicho año entra al Colegio Salesiano, en Peliföldszentkereszt, y en tal periodo, pide ser admitido como "Hijo de María", formando religioso aspirante a la vida Salesiana. En aquel lugar hasta el 1927.

## Período de formación Salesiana
El 3 de octubre del año 1928 realiza la profesión religiosa, consagrando su vida al Señor al servicio de la misión Salesiana. Continúa los estudios en el mismo pueblo, hasta 1930. Realiza dos años de servicio pastoral – tirocinio – hasta el 1932. En este mismo año, realizó la profesión perpetua el 13 de agosto en Esztergomtábor.
Inició sus estudios teológicos, en vista a la preparación final para el sacerdocio, en Turín - Italia. Por vez primera salió de su patria. El 5 de julio de 1936 fue ordenado sacerdote en la Basílica de María Auxiliadora.

## Misiones
Fue enviado a Cuba el mismo año de su ordenación. Al llegar, lo asignaron al Colegio de Guanabacoa, que era también casa de formación para los futuros Salesianos. Era Aspirantado, Noviciado, y estudiantado filosófico.
En el año 1940 es enviado a República Dominica. Allí por encargo de Mons. Ricardo Pittini, trabaja en la escuela agrícola de Moca. Por cuestiones ajenas a su voluntad, en noviembre del mismo año fue enviado nuevamente a Guanabacoa.
Desempeñó arduamente su vida apostólica en tierra cubana. Ejerció cargos como: maestro de novicios, párroco, director de comunidad, ecónomo, confesor, guía espiritual, entre otros.  

## Enfermedad
Tenía como enfermedad: Artritis reumatoide. A raíz de esta, los últimos tres años de su vida sufrió mucho. El 7 de octubre del año 1979 a las cinco de la tarde, empeoró su cuadro clínico. Al día siguiente, a la 1:10 a. m. pasó a formar parte de la morada celestial.

## Datos de proceso de Canonización
Debido a su testimonio de vida evangélica, y su celo de caridad apostólica, inició la investigación diocesana el 8 de octubre del año 2003, el cierra de la misma fue el 10 de agosto del año 2008. Y  la entrega de la Positio fue el 14 de enero del año 2014. El 20 de enero de 2017 se decretó las virtudes heroicas y desde entonces es venerable Siervo de Dios.

## Oración de intercesión
O Dios, Padre de misericordia,  que has hecho de tus santos, imagen viva de tu amor, Tú has hecho del padre Vandor un sembrador de paz y un modelo de aceptación de tu voluntad, concédeme por su intercesión esta gracia (aquí se dice la gracia que se desea obtener) que necesito y con profunda fe te pido. Por Cristo nuestro Señor. Amén. 